# بابكر ندياي
بابكر ندياي (بالفرنسية: Babacar N'Diaye)‏ هو لاعب كرة قدم سنغالي في مركز الهجوم، ولد في 12 مايو 1973 في تييس ‏ في السنغال. لعب مع روت فايس آهلن وكارل زايس يينا ونادي أونترهاخينغ ونادي بروسيا مونستر ونادي سانت باولي ونادي فوبرتال الرياضي وهانوفر 96.

## وصلات خارجية
- بابكر ندياي على موقع قاعدة بيانات كرة القدم.إي يو (الإنجليزية)
- بابكر ندياي على موقع بيانات كرة القدم. دي إي (الألمانية)
- بابكر ندياي على موقع Soccerway.com (الإنجليزية)
- بابكر ندياي على موقع عالم كرة القدم.نت (الإنجليزية)